# Boeing KC-46A
Le Boeing KC-46 Pegasus, fabriqué par Boeing, est une version de l'avion Boeing 767-200 avec un cockpit dérivé du Boeing 787 qui est destinée au ravitaillement en vol.

## Historique

### Programme

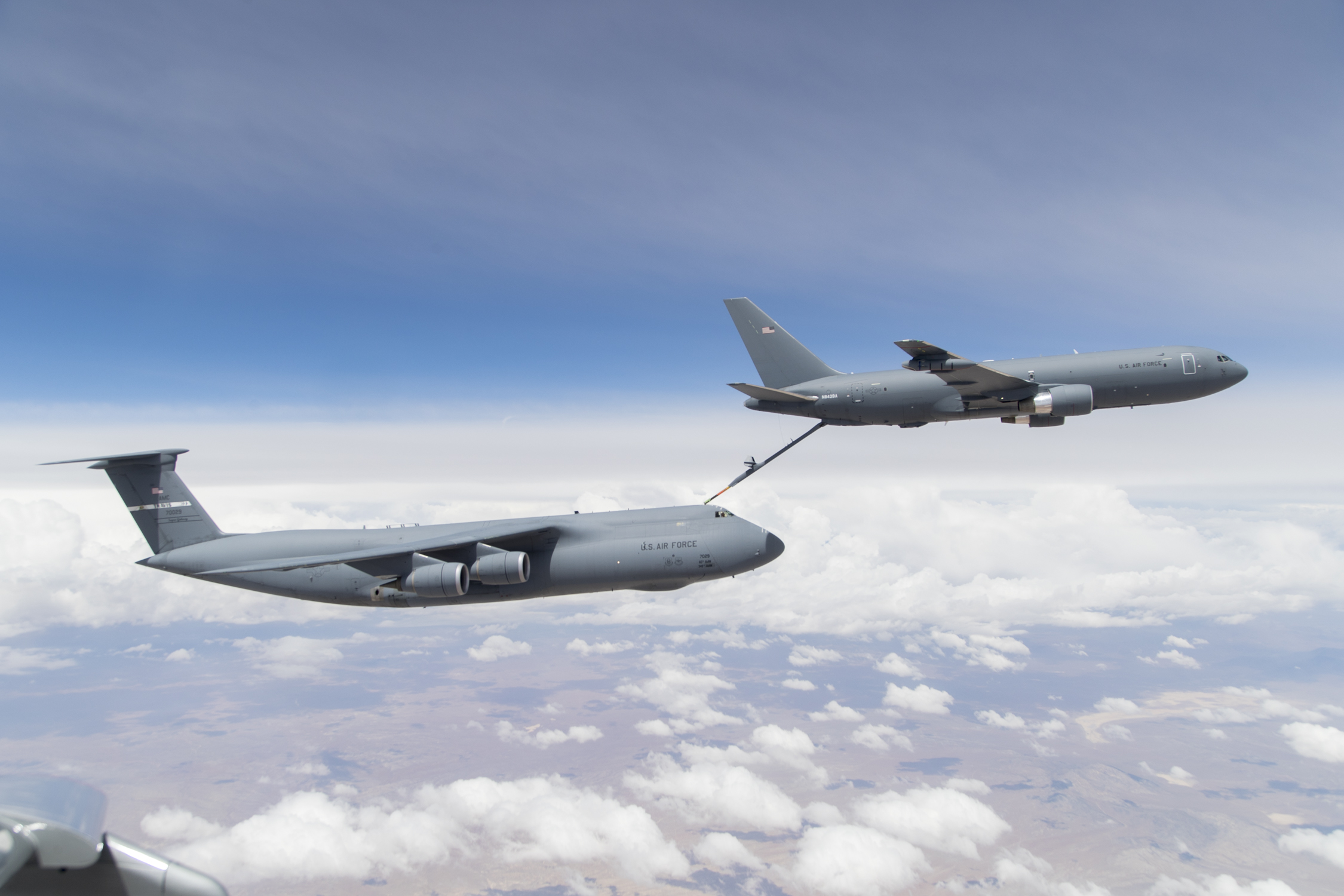
Premier ravitaillement par KC-46 d'un C-5M Galaxy le 29 avril 2019.

Le 24 février 2011, l'avion a été sélectionné par l'United States Air Force (USAF) à l'issue de l'appel d'offres homérique et controversé de ravitailleurs KC-X, destinés à remplacer les anciens Boeing KC-135 Stratotanker, après l'annulation en 2006 du contrat concernant le Boeing KC-767. Ce contrat d'un montant de 4,9 milliards de dollars américains est verrouillé dans un accord ferme et à prix fixe avec Boeing. Ce contrat tient l'entrepreneur financièrement responsable des dépassements de coûts. En 2024, l'entreprise souffre de dépassements de coûts d'environ sept milliards de dollars, dus à de difficiles mises au point, et à de graves défauts mettant parfois en cause la sécurité de l'appareil, qui ont dû ou doivent être corrigés.
La production débute en septembre 2013. Les 18 premiers exemplaires devaient être livrés en 2017 pour une mise en service en 2018, mais le programme a du retard. 161 autres avions commandés devaient être livrés d’ici 2028.
En juillet 2015, Boeing annonce qu'il passera une deuxième charge de 536 millions de dollars sur ses résultats à la suite de problèmes sur le système d'alimentation en carburant, portant la charge totale à 1,3 milliard de dollars avant impôts. Des analystes estiment que les coûts de développement auraient été minorés pour remporter le contrat face à Airbus.
En décembre 2017 puis en décembre 2018 le Japon passe une commande pour deux exemplaires destinés à la force aérienne d'autodéfense japonaise, le second étant prévu alors pour être livré en 2021. Les options pour deux autres sont exercées en octobre 2020. Mais le programme prend du retard.

### Livraison
L'USAF prend possession de son premier appareil le 10 janvier 2019 avec des restrictions d'utilisation. Elle a refusé d'accepter le KC-46 à deux reprises jusqu'en avril 2019. Les inspecteurs militaires ont découvert des objets étrangers et des outils et des vis oubliés dans des zones fermées telles que les parties d'aile de l'avion. Début 2020, les KC-46A ne sont pas aptes à être engagés en opération de combat. Leur « Remote Vision System » [RVS], c’est-à-dire un système de caméras qui, fourni par Rockwell Collins, permet de contrôler avec précision le ravitaillement en vol d’un autre appareil, ayant des défaillances. Les réparations et mises à niveau sont à la charge de Boeing qui accuse des pertes totales d'environ 5 milliards de dollars américains sur ce programme financé par des contrats à prix fixes.
La première livraison fut donc effectuée en janvier 2019 avec 4 appareils. 28 KC-46 sont livrés en 2019, 14 en 2020 soit 42 livraisons sur quatre bases différentes fin 2020.
Les premiers 67 appareils commandés furent livrés entre le 18 août 2016 et 27 septembre 2018, en cinq tranches. Malgré les problèmes, l'USAF a attribué le 12 janvier 2021 à Boeing un contrat de 1,7 milliard de dollars pour 12 avions-citernes KC-46A supplémentaires, soit un total de 79 appareils.

### Succès de l'exportation du KC-46 mais aussi de nombreux problèmes techniques
Israël veut en commander huit unités début 2020, 4 commandes fermes avec une livraison à partir de fin 2023 et 4 options.
Le 9 juin 2020, l'US Air Force a annoncé qu'elle avait retardé la date de la production de série du Boeing KC-46A Pegasus jusqu'à la fin de l'exercice 2024 le temps que Boeing corrige les défauts de l'avion.

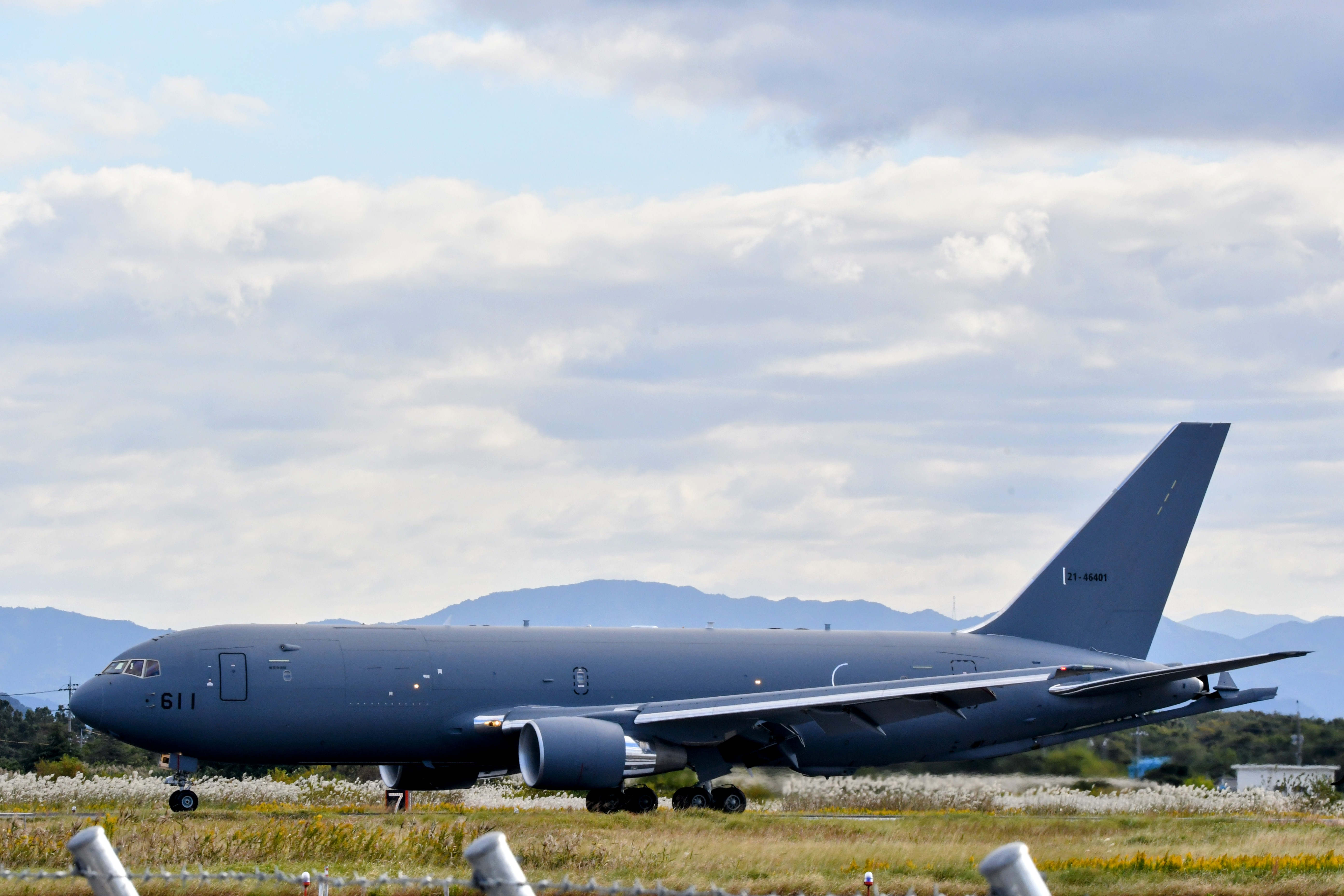
Le premier Boeing KC-46 japonais arrivant le 29 octobre 2021 à l'aéroport de Yonago-Miho.

Le premier KC-46A japonais est réceptionné le 29 octobre 2021, un second étant en construction.
Le 24 août 2022, un KC-46A, avec une délégation sénatoriale à bord, doit effectuer un atterrissage d'urgence avec sa perche de ravitaillement déployée, celle-ci n'ayant pu être repliée à cause d'un problème technique.
Le 30 novembre 2022, le Japon passe commande de deux nouveaux KC-46, soit 6 au total alors qu'elle en a deux en service. En outre, les partenaires japonais de Boeing produisent 16 % de la structure de la cellule.
En 2024 encore, l'US Air Force demande au constructeur de résoudre 7 problèmes techniques, qui sont classés en Category one (première catégorie). Ceux-ci doivent être résolus vite, car cela peut blesser les personnels, voire provoquer la perte de l'appareil ou de la vie de l'équipe. En raison du prix fixé selon le contrat, Boeing a déjà perdu 7 milliards dollars sur ce programme.
En 2025, l'USAF annonce conduire des inspections sur les 89 appareils reçus en raison de fissures détectées sur deux appareils sur quatre en cours de livraison par Boeing ; alors que le programme est déjà entravé par d'autres déboires, notamment sur la perche de ravitaillement et le système de caméras. L'Air Force n'apprécie pas que l'appareil soit loin d'être opérationnel. Selon le Pentagone, le taux de capacité de mission a baissé de 24% au cours de l'année 2024. En 2023 déjà, le KC-46A ne comptait que 63% des capacités de mission,.

## Opérateurs
En février 2023, il est service dans deux pays :
- États-Unis : 179 prévus
- Japon : 6 prévus

Un troisième l'ayant commandé :
- Israël : 4 commandes fermes, 4 en option.